# Холмы Дарвина
Холмы Дарвина — подводные песчаные холмы, расположенные у северо-западного побережья Шотландии. Открыты в мае 1998 года.
Известны как место обитания древних глубоководных коралловых полипов (их еще называют холодноводными). Значительна и популяция Syringammina fragilissima (вид ксенофиофор). Холмы поименованы по названию британского научно-исследовательского судна RRS Charles Darwin (1984—2006), которое было наречено в честь Чарльза Дарвина. Сотни холмов высотой около 5 м, залегающих на глубине около 1000 м, занимают площадь примерно в 100 км². В 2004 году в этом месте было запрещено глубоководное траление.